# Ходивоаја (Ђурђу)
Ходивоаја (рум. Hodivoaia) насеље је у Румунији у округу Ђурђу у општини Путинеју. Oпштина се налази на надморској висини од 83 m.

## Становништво
Према подацима из 2002. године у насељу је живело 510 становника, од којих су сви румунске националности.